# Elvira et le Château hanté
Série Elvira
Elvira, maîtresse des ténèbres
(1988)
Pour plus de détails, voir Fiche technique et Distribution.
Elvira et le Château hanté (Elvira's Haunted Hills) est une comédie fantastique réalisée par Sam Irvin et sortie en 2001.
Cassandra Peterson y incarne, pour la deuxième fois en vedette pour le grand écran, son rôle fétiche d'Elvira.

## Synopsis
Désireuse de monter un spectacle de French cancan à Paris (en 1851), Elvira se rend tant bien que mal en France sans-le-sou, accompagnée de Zouzou, sa bonne à tout faire.
Au détour d'un chemin, elles se voient offrir le gîte par le docteur « Bradley Bradley », le médecin du château avoisinant. C'est dans sa chambre qu'Elvira découvre sa ressemblance frappante avec « Elura », la défunte épouse du châtelain Vladimer Hellsubus (malheureusement atteint d'hyperacousie) qui, semble-t-il, aurait été frappée d'une malédiction qui pèse sur la famille depuis plusieurs générations.

## Fiche technique
- Réalisation : Sam Irvin
- Scénario : Cassandra Peterson, John Paragon
- Photographie : Viorel Sergovici
- Musique : Eric Allaman
- Montage : Stephen R. Myers
- Durée : 90 minutes
- Date de sortie :
  - 23 juin 2001 (International Rocky Horror Fan Convention)
  - 31 octobre 2002 ( États-Unis)
  - 8 juin 2006 ( France) en DVD

## Distribution
- Cassandra Peterson : Elvira/ Lady Elura Hellsubus
- Richard O'Brien : lord Vladimere Hellsubus
- Mary Scheer : lady Ema Hellsubus
- Scott Atkinson : le docteur Bradley Bradley
- Heather Hopper : lady Roxanna Hellsubus
- Mary Jo Smith : Zouzou
- Gabi Andronache : Adrian
- Jerry Jackson : le gentleman anglais
- Theodor Danetti : l'aubergiste
- Lucia Maier : la serveuse
- Constantin Cotimanis : le cocher
- Remus Cernat : Nicholai Hellsubus
- Mark Pierson : le majordome
- Robert Dornhelm : l'émissaire

## Analyse
Une douzaine d'années après Elvira, maîtresse des ténèbres (1988), Cassandra Peterson lance son légendaire personnage de télévision, Elvira, dans de nouvelles aventures fantastiques sur un scénario coécrit par elle-même.
Dans une volonté affichée de parodier le cinéma d'épouvante de la grande époque, ce titre se réfère plus particulièrement à la série d'adaptions par Roger Corman des nouvelles d'Edgar Allan Poe, telles que La Chambre des Tortures (1961), la Tombe de Ligeia (1964) ou La Chute de la maison Usher (1960). La vedette de ces trois films, Vincent Price, fait d'ailleurs l'objet d'une dédicace au générique de fin.
Tourné pour un budget relativement modeste, Elvira et le château hanté a, en outre, été filmé en Roumanie, ce qui explique le nombre impressionnant de techniciens roumains au générique.
Avec son rôle d'hôte dégénéré, le comédien Richard O'Brien exploite de nouveau un registre parodique qu'on lui sait de prédilection depuis sa fameuse comédie musicale culte Rocky Horror Picture Show (1975).

## Autour du film
- Initialement, le rôle de Lord Vladimere Hellsubus devait être tenu par Richard Chamberlain, partenaire de Cassandra Peterson dans Allan Quatermain et la Cité de l'or perdu (1986), qui se retira du projet à peine deux semaines avant le tournage.
- Les lèvres de l'acteur roumain Gabi Andronache, qui a tourné dans sa langue natale, ne sont manifestement pas synchrones avec la version anglaise. Ce défaut est devenu un des gags assumés du film.